# They-sous-Montfort
They-sous-Montfort är en kommun i departementet Vosges i regionen Grand Est (tidigare regionen Lorraine) i nordöstra Frankrike. Kommunen ligger i kantonen Vittel som tillhör arrondissementet Neufchâteau. År 2022 hade They-sous-Montfort 123 invånare.

## Befolkningsutveckling
Antalet invånare i kommunen They-sous-Montfort
| Referens: INSEE |